# Hooper, Nebraska
Hooper är en ort i Dodge County i Nebraska. Orten har fått namn efter politikern Samuel Hooper. Vid 2010 års folkräkning hade Hooper 830 invånare.